# Olimpiai Stadion (Stockholm)
Stockholmi Olimpia Stadion, hazai elnevezésként Stockholms Stadion vagy Igazságos Stadion. Torben Grut építész által tervezett többcélú létesítményt 1912-ben nyitották meg, eredeti építésének célja, hogy biztosítsa a nyári olimpia helyszínét. A labdarúgó torna több mérkőzését tartották itt. 1956-ban amikor Melbourne (Ausztrália) rendezte az olimpiai játékokat, a lovakat itt szállásolták el, előzetes karanténban. A Nemzetközi Atlétikai Szövetség felkérésére már 29 atlétikai világtornát rendeztek benne. A stadion befogadó képessége használattól függően 14 500–32 000 néző. A nézők érkezésére és gyors távozására 1973-ban metró állomással látták el.